# Pan de Azúcar (kulle i Colombia, Huila)
Pan de Azúcar är en kulle i Colombia.   Den ligger i departementet Huila, i den centrala delen av landet, 260 km sydväst om huvudstaden Bogotá. Toppen på Pan de Azúcar är 3 138 meter över havet, eller 196 meter över den omgivande terrängen. Bredden vid basen är 3,4 km.
Terrängen runt Pan de Azúcar är kuperad åt sydväst, men åt nordost är den bergig. Runt Pan de Azúcar är det glesbefolkat, med 13 invånare per kvadratkilometer. Närmaste större samhälle är Santa María, 11,1 km nordost om Pan de Azúcar. I omgivningarna runt Pan de Azúcar växer i huvudsak städsegrön lövskog.